# ベイ・コミュニケーションズ
株式会社ベイ・コミュニケーションズ（英: Bay Communications Inc.）は、大阪府大阪市福島区に本社のあるケーブルテレビ局である。愛称は「Baycom」（ベイコム）。
阪急阪神東宝グループに属しており、阪急・阪神の各鉄道沿線を中心とした大阪市西部から兵庫県南東部（阪神間）にかけての計4市でケーブルテレビ事業を展開している。

## 沿革
従来は現在のサービスエリアの4つの都市に1つずつケーブルテレビ局が存在したが（何れも平成初期に開局）、兵庫県側の3局が2000年4月1日をもって合併し、さらに2004年10月1日をもって大阪府側の局とも合併して誕生したのが「Baycom」である。
- 1989年（平成元年）12月14日 - チャンネルウェーブあまがさき（CWA）設立（サービス地域 - 尼崎市）。
- 1990年（平成2年）4月4日 - ケーブルビジョン西宮（CVN）設立（サービス地域 - 西宮市）。
- 1991年（平成3年）
  - 4月1日 - シティウェーブおおさか（CWO）設立（サービス地域 - 大阪市の現在とほぼ同一の地域）。
  - 8月27日 - ケーブルビジョンアイ（CVi）設立（サービス地域 - 伊丹市）。
- 1996年（平成8年）10月1日 - CWA、インターネット接続サービス開始。回線は阪神電鉄系の企業・アイテック阪神による「ベイエリアインターネット」（BAI）を利用。
- 1997年（平成9年）
  - 4月1日 - CVi、インターネット接続サービス開始。回線はZAQ。
  - 9月1日 - CVN、インターネット接続サービス開始。回線はBAI。
  - 10月1日 - CWO、インターネット接続サービス開始。回線はBAI。
- 1998年（平成10年）10月1日 - CWO、インターネット接続サービスの回線をZAQとBAIの併用に変更。
- 2000年（平成12年）4月1日 - CWA・CVi・CVNの3社が合併、「阪神シティケーブル（HCC）」となる。本社は尼崎市、回線はBAI。
- 2004年（平成16年）10月1日 - CWOとHCCが合併し「Baycom」となる。本社はCWOのある大阪市福島区。回線はZAQとBAIを併用[注 2]。
- 2007年（平成19年）4月1日 - 関西のケーブルテレビ初のデジタルコミュニティチャンネルを放送開始。チャンネル番号は111（リモコンキーIDは11）。
- 2009年（平成21年）10月1日 - デジタル多チャンネル放送の一部でHD放送を開始。
- 2010年（平成22年）10月1日 - 京阪神ケーブルビジョンから、大阪市住之江区の南港ポートタウン地区で実施していたケーブルテレビ事業（ポートタウンケーブル局）を譲受[3]。
- 2011年（平成23年）
  - 1月31日 - アナログ多チャンネル放送を終了[注 3]。
  - 4月1日 - デジタル多チャンネル放送のHDチャンネルを追加[注 4]。
- 2012年（平成24年）4月1日 - 多チャンネル放送のHDチャンネルを追加[注 4]。
- 2013年（平成25年）5月1日 - 多チャンネル放送の一部チャンネルにおいて、字幕放送（クローズドキャプション方式）を開始。
- 2014年（平成26年）
  - 6月2日 - 4K試験放送チャンネル『Channel 4K』の配信を2016年（平成28年）3月31日までの期間限定で実施（大阪市と尼崎市のみ）[4][5]。
  - 10月1日 - 「Baycom」としての誕生10周年。多チャンネル放送のほぼ全チャンネルのHD化達成[6]。
- 2018年（平成30年）12月1日 - 一戸建て住宅向けに光回線を用いた「Baycom光」の提供を開始。同サービスの契約世帯向けに、BS放送のパススルーと4Kチャンネルの放送を開始[7]。
- 2020年（令和2年）1月27日 - 4Kチャンネルのトランスモジュレーション方式での配信を開始。「Baycom光」の未契約世帯（同サービスを提供していない集合住宅を含む）でも、対応するSTBを通じて4Kチャンネルの視聴が可能となった[8]。
- 2023年（令和5年）
  - 1月25日 - 4K 8K放送に対応するため、ACAS方式による放送を開始（2022年10月1日より開始予定だったが延期された）。従来のC-CAS方式とは異なる放送配信サービスを利用して放送するため、各チャンネルの番号が変更となり、ACAS方式に未対応のSTBをレンタルしている場合は順次交換が行われる[9][10]。
  - 4月1日 - 姫路ケーブルテレビ（WINK）およびBAN-BANテレビ[注 5]と多チャンネル放送のラインナップを統一（オプションチャンネルを除く）。当社ではWOWOWプラス 映画・ドラマ・スポーツ・音楽の放送を新たに開始した[11]。

## サービスエリア
Baycomのサービスエリアにはケーブルテレビ業界大手のJCOM（旧・ジュピターテレコム）は進出しておらず、同社にとってはエリアを補完する関係にある。JCOM社はBaycomに株主として資本参加しているほか、沿革でも明記したように、インターネット接続サービスには同社が提供するZAQを利用しており（大阪市内のみ）、公式サイトや契約者向けの月刊番組ガイド等ではZAQのマスコットキャラクターである「ざっくぅ」も使われている。
なお、地場系の競合サービスとして関西電力系列のオプテージが運営しているeo光テレビがある。

### 大阪府
全て大阪市に属する区である。
- 福島区
- 西淀川区
- 港区
- 大正区
- 此花区
- 西区
- 浪速区
- 西成区
- 住之江区

以下の一部の地域（道路などで市境を挟んだごく一部の世帯が対象）
- 北区
- 中央区
- 阿倍野区

### 兵庫県
- 尼崎市
- 西宮市
- 伊丹市

以下の一部の地域（同上）
- 宝塚市（安倉南1・3・4丁目、安倉西4丁目、安倉中6丁目、金井町、中筋5 - 9丁目、山本丸橋3丁目、山本野里1・2丁目）
- 川西市（久代）
- 神戸市北区（北神支所区域=有馬警察署管内）

上記以外の大阪市域および阪神間で隣接する市町はJ:COM（ジェイコムウエスト）のエリアとなる（大阪市は大阪セントラル局および大阪局、宝塚市および川西市の大半と三田市・猪名川町は宝塚・川西局、北区本区（神戸北警察署管内）と芦屋市は神戸・芦屋局）。

## チャンネル一覧
2025年1月現在。

### テレビ局

#### 地上波・BS放送
兵庫県域局のサンテレビは大阪府内の加入者にも、大阪府域局のテレビ大阪は兵庫県内の加入者に対しても区域外再放送を実施している。なお、歴史的経緯（各都市毎に異なるケーブルテレビ局が存在していた）により、地上波の一部のチャンネルは地域ごとにチャンネル番号が異なる。
KBS京都については、サービスエリアに京都府の市区町村は含まれていないものの、かつてのアナログ放送がエリア内の一部の地域でも受信出来た関係で、現在も区域外再放送を行なっている。当初は2016年1月31日までの予定だったが、何度か延長が繰り返され、2025年7月現在も再放送が継続されている。京阪神の3府県に存在する県域局（テレビ大阪・サンテレビ・KBS京都）を全て配信しているケーブルテレビ局は、兵庫県南部では当社のみである。
4Kチャンネルを視聴するには、2018年12月より提供している光回線サービス「Baycom光」に加入するか、Baycomより貸し出されるSTB（一部の機種のみ）を介して視聴する形となる。また、BS放送のパススルーは「Baycom光」の契約世帯のみ対象となる。
| NHK-G           | NHK-E   | NNN / NNS  | ANN            | JNN      | TXN        | FNN / FNS  | JAITS              |
| --------------- | ------- | ---------- | -------------- | -------- | ---------- | ---------- | ------------------ |
| NHK大阪 NHK神戸 | NHK大阪 | 読売テレビ | 朝日放送テレビ | 毎日放送 | テレビ大阪 | 関西テレビ | サンテレビ KBS京都 |

| デジタル  | 光TV      | 放送局                   | 記号・備考          |
| --------- | --------- | ------------------------ | ------------------- |
| 011       | 011       | NHK総合テレビ            | [ 注 7 ]            |
| 021       | 021       | NHK Eテレ（大阪局）      |                     |
| 031       | 031       | サンテレビ               |                     |
| 041       | 041       | MBS毎日放送              |                     |
| 051       | 051       | KBS京都                  | [ 注 8 ]            |
| 061       | 061       | ABCテレビ                |                     |
| 071       | 071       | テレビ大阪               |                     |
| 081       | 081       | 関西テレビ               |                     |
| 101       | 101       | 読売テレビ               |                     |
| 111 - 113 | 111 - 113 | ベイコム11ch             | 自主/詳細は後述     |
| 121 - 123 | 121 - 123 | ベイコム12ch             | 自主/詳細は後述     |
| BS101     | BS101     | NHK BS                   |                     |
| BS141     | 4K141     | BS日テレ                 |                     |
| BS151     | 4K151     | BS朝日                   |                     |
| BS161     | 4K161     | BS-TBS                   |                     |
| BS171     | 4K171     | BSテレ東                 |                     |
| BS181     | 4K181     | BSフジ                   |                     |
| BS191     | BS191     | WOWOWプライム            |                     |
| BS192     | BS192     | WOWOWライブ              |                     |
| BS193     | BS193     | WOWOWシネマ              |                     |
| BS200     | BS200     | BS10                     |                     |
| BS201     | BS201     | BS10スターチャンネル     | [ 注 9 ]            |
| BS211     | BS211     | BS11 イレブン            |                     |
| BS222     | BS222     | BS12 トゥエルビ          |                     |
| BS231     | BS231     | 放送大学テレビ（メイン） | [ 注 10 ] [ 注 11 ] |
| BS232     | BS232     | 放送大学テレビ（サブ）   | [ 注 10 ] [ 注 11 ] |
|           | BS260     | J:COM BS                 | [ 注 12 ]           |
|           | BS265     | BSよしもと               | [ 注 12 ]           |
|           | 4K101     | NHK BSプレミアム4K       |                     |
|           | 4K211     | ショップチャンネル 4K    | [ 注 12 ]           |
|           | 4K221     | 4K QVC                   | [ 注 12 ]           |
| BS531     | BS531     | 放送大学ラジオ           | [ 注 10 ] [ 注 11 ] |

#### CS放送（専門チャンネル）
「多チャンネル放送」と称することもある。従来からのC-CAS方式での放送にはJC-HITSを利用しているが、2023年1月より開始したACAS方式ではJDSに鞍替えしたため、ACAS方式に対応していないSTBを利用している場合は、STBの交換後にチャンネル番号が変更となる。
両サービスが提供する自主放送設備を用いて、各サービスとは異なる番号で放送しているチャンネルもある。例として、『TAKARAZUKA SKY STAGE』をJC-HITSでの放送開始前から自主放送用チャンネルの713chで放送していた。
2014年10月1日をもってチャンネルのHD化がおおむね完了し、チャンネルの契約方法（サービスコース）が従来の「Baycom TVデジタル」と「Baycom TVハイビジョン」（および「Baycom TVアナログ」）から「Baycom TV」と「Baycom TVプラス」に再編された。2023年5月現在は基本となる「Baycom TV」・「Baycom TVプラス」の他に、下記の2つのコースがある（地上波・BS各局は全て共通。オプションチャンネルも同様に追加可能）。
- Baycom TVライト - 「ショッピング」と「その他」のジャンルのチャンネルのみ視聴できる。
- Baycom TVポケット - 「ライト」の対象チャンネルに加えて、MUSIC ON! TVとアニマックスが視聴できる。

凡例
- チャンネルのジャンル（公式サイトでの区分に準拠）ごとに、C-CAS方式のチャンネル番号順に列挙。
- 「自主」「A自主」「C自主」 - 自主放送設備による配信（A自主はACAS方式、C自主はC-CAS方式のみ該当）
- 「CC」 - 字幕放送対応（クローズドキャプション方式[注 14]）
- 「SD」 - 標準画質映像での配信（その他は全てハイビジョン放送[注 15]）
- 「PPV」 - JC-HITSによるPPVサービス『エラボ』の対象チャンネル（2015年9月30日をもってサービス終了）

| ジャンル             | Ch番号 | Ch番号 | チャンネル名                                      | サービスコース | サービスコース | 記号  | 放送開始日 （HD放送開始日）   | 備考                          |
| ジャンル             | ACAS   | C-CAS  | チャンネル名                                      | TVプラス       | TV             | 記号  | 放送開始日 （HD放送開始日）   | 備考                          |
| -------------------- | ------ | ------ | ------------------------------------------------- | -------------- | -------------- | ----- | ----------------------------- | ----------------------------- |
| 映画                 | 151    | 550    | 映画・チャンネルNECO                              | ●              | ●              | CC    |                               |                               |
| 映画                 | 125    | 552    | 日本映画専門チャンネル                            | ●              | ●              | CC    |                               |                               |
| 映画                 | 122    | 556    | ムービープラス                                    | ●              | ●              |       |                               |                               |
| 映画                 | 133    | 559    | ザ・シネマ                                        | ●              | -              |       | 2009年10月1日                 |                               |
| 映画                 | 195    | 569    | V☆パラダイス                                      | ●              | -              | PPV   | （2013年4月1日）              | [ 注 16 ]                     |
| ドラマ               | 123    | 525    | 女性チャンネル♪LaLa TV                            | ●              | ●              |       |                               |                               |
| ドラマ               | 155    | 546    | WOWOWプラス 映画・ドラマ・スポーツ・音楽          | ●              | ●              |       | 2023年4月1日                  |                               |
| ドラマ               | 184    | 547    | KBS WORLD                                         | ●              | -              |       | 2009年10月1日                 |                               |
| ドラマ               | 135    | 548    | チャンネル銀河 歴史ドラマ・サスペンス・日本のうた | ●              | ●              |       | 2014年10月1日                 |                               |
| ドラマ               | 126    | 549    | アジアドラマチックTV（アジドラ）                  | ●              | -              |       | 2009年1月15日                 | [ 注 17 ]                     |
| ドラマ               | 157    | 551    | ファミリー劇場                                    | ●              | ●              | CC    | （2014年10月1日）             |                               |
| ドラマ               | 159    | 553    | 時代劇専門チャンネル                              | ●              | ●              | CC    |                               |                               |
| ドラマ               | 131    | 554    | Dlife                                             | ●              | ●              |       | （2014年10月1日）             |                               |
| ドラマ               | 124    | 555    | スーパー!ドラマTV                                 | ●              | ●              | CC    |                               |                               |
| ドラマ               | 148    | 557    | アクションチャンネル                              | ●              | ●              |       | （2014年10月1日）             |                               |
| ドラマ               | 153    | 558    | ミステリーチャンネル                              | ●              | ●              |       |                               |                               |
| ドラマ               | 141    | 568    | ホームドラマチャンネル 韓流・時代劇・国内ドラマ   | ●              | ●              |       |                               |                               |
| 音楽                 | 156    | 570    | 音楽・ライブ!スペースシャワーTV                   | ●              | ●              | CC    |                               |                               |
| 音楽                 | 150    | 572    | MTV                                               | ●              | ●              | CC    |                               |                               |
| 音楽                 | 162    | 573    | MUSIC ON! TV（エムオン!）                         | ●              | ●              | CC    | （2014年10月1日）             |                               |
| 音楽                 | 175    | 574    | 歌謡ポップスチャンネル                            | ●              | -              |       | 2014年10月1日                 |                               |
| スポーツ             | 158    | 530    | J SPORTS 3                                        | ●              | ●              | CC    |                               |                               |
| スポーツ             | 168    | 531    | J SPORTS 1                                        | ●              | ●              | CC    |                               |                               |
| スポーツ             | 169    | 532    | J SPORTS 2                                        | ●              | ●              | CC    |                               |                               |
| スポーツ             | 147    | 534    | スカイA                                           | ●              | ●              | CC    |                               |                               |
| スポーツ             | 146    | 535    | GAORA SPORTS                                      | ●              | ●              | CC    |                               |                               |
| スポーツ             | 166    | 536    | 日テレジータス                                    | ●              | ●              |       |                               |                               |
| スポーツ             | 167    | 537    | ゴルフネットワーク                                | ●              | ●              |       |                               |                               |
| スポーツ             | 106    | 538    | スポーツライブ+                                   | ●              | ●              |       | 2020年4月1日                  |                               |
| アニメ               | 171    | 580    | カートゥーン ネットワーク 海外アニメ国内アニメ    | ●              | ●              |       | （2014年10月1日）             |                               |
| アニメ               | 163    | 581    | キッズステーション テレビアニメ・劇場版・OVA      | ●              | ●              | CC    | （2014年10月1日）             |                               |
| アニメ               | 149    | 582    | アニマックス                                      | ●              | ●              | CC    |                               |                               |
| エンターテインメント | 138    | 514    | フジテレビONE スポーツ・バラエティ                | ●              | -              | CC    |                               | [ 注 18 ] [ 注 19 ]           |
| エンターテインメント | 139    | 515    | フジテレビTWO ドラマ・アニメ                      | ●              | -              | CC    |                               | [ 注 18 ] [ 注 19 ]           |
| エンターテインメント | 160    | 522    | MONDO TV                                          | ●              | ●              |       |                               | [ 注 20 ]                     |
| エンターテインメント | 176    | 562    | TBSチャンネル2 名作ドラマ・スポーツ・アニメ       | ●              | ●              | CC    | 2014年3月31日                 |                               |
| エンターテインメント | 144    | 565    | TBSチャンネル1 最新ドラマ・音楽・映画             | ●              | ●              | CC    |                               |                               |
| エンターテインメント | 136    | 566    | テレ朝チャンネル1                                 | ●              | -              |       | （2012年4月1日）              | [ 注 19 ]                     |
| エンターテインメント | 190    | 567    | 日テレプラス ドラマ・アニメ・音楽ライブ           | ●              | -              |       | 2019年10月1日                 |                               |
| エンターテインメント | 188    | 595    | テレ朝チャンネル2                                 | ●              | ●              |       |                               | 旧『朝日ニュースター』        |
| ドキュメンタリー     | 121    | 596    | ディスカバリーチャンネル                          | ●              | ●              |       | （2014年10月1日）             |                               |
| ドキュメンタリー     | 186    | 597    | アニマルプラネット                                | ●              | ●              |       | （2014年10月1日）             |                               |
| ドキュメンタリー     | 134    | 598    | ヒストリーチャンネル                              | ●              | ●              |       |                               |                               |
| ドキュメンタリー     | 142    | 599    | ナショナル ジオグラフィック                       | ●              | ●              |       | （2014年10月1日）             |                               |
| 趣味・教養           | 196    | 524    | 囲碁・将棋チャンネル                              | ●              | ●              | CC    | （2014年10月1日）             |                               |
| 趣味・教養           | 143    | 529    | 旅チャンネル                                      | ●              | -              |       | （2014年10月1日再開）         | [ 注 20 ]                     |
| 趣味・教養           | 145    | 541    | 釣りビジョン                                      | ●              | ●              | CC    |                               |                               |
| ニュース             | 185    | 590    | 日経CNBC                                          | ●              | ●              |       |                               |                               |
| ニュース             | 180    | 592    | CNNj                                              | ●              | ●              |       | （2014年10月1日）             |                               |
| ニュース             | 102    | 593    | 日テレNEWS24                                      | ●              | -              |       | 2018年3月                     | [ 注 21 ]                     |
| ニュース             | 152    | 594    | TBS NEWS                                          | ●              | ●              |       | （2014年10月1日）             | [ 注 22 ]                     |
| ショッピング         | 208    | 509    | ジュエリー☆GSTV                                   | ●              | ●              | A自主 | 2011年7月1日                  | [ 注 23 ]                     |
| ショッピング         | 207    | 711    | QVC                                               | ●              | ●              | A自主 |                               | [ 注 24 ] [ 注 25 ]           |
| ショッピング         | 206    | 714    | ショップチャンネル                                | ●              | ●              | 自主  |                               | [ 注 26 ] [ 注 27 ] [ 注 25 ] |
| その他               | -      | 500    | えんてれ                                          | ●              | ●              |       | 2009年4月1日 （2019年4月1日） | [ 注 28 ]                     |
| その他               | 205    | 705    | お天気チャンネル                                  | ●              | ●              | 自主  | （2019年8月）                 | [ 注 29 ]                     |

| Ch番号 | Ch番号 | チャンネル名                      | 記号 | 放送開始日 （HD放送開始日） | 備考                                      |
| ACAS   | C-CAS  | チャンネル名                      | 記号 | 放送開始日 （HD放送開始日） | 備考                                      |
| ------ | ------ | --------------------------------- | ---- | --------------------------- | ----------------------------------------- |
| 137    | 513    | フジテレビNEXT ライブ・プレミアム | CC   |                             |                                           |
| 132    | 533    | J SPORTS 4                        | CC   |                             |                                           |
| 128    | 542    | FIGHTING TV サムライ              |      |                             | [ 注 30 ]                                 |
| 174    | 561    | KNTV                              |      | （2014年10月1日）           |                                           |
| 127    | 563    | 衛星劇場                          | CC   | （2010年1月）               |                                           |
| 173    | 564    | 東映チャンネル                    | CC   |                             |                                           |
| 181    | 571    | Mnet                              | PPV  | 2010年4月1日                |                                           |
| 154    | 576    | TAKARAZUKA SKY STAGE              |      | （2019年4月1日）            | [ 注 13 ]                                 |
| 182    | 583    | アニメシアターX (AT-X)            | PPV  | 2010年4月1日                |                                           |
| 164    | 820    | グリーンチャンネル                | CC   |                             | [ 注 31 ]                                 |
| 165    | 821    | グリーンチャンネル2               |      |                             |                                           |
| 107    | 823    | レジャーチャンネル                |      | （2023年4月1日）            | [ 注 32 ]                                 |
| 394    | 960    | プレイボーイチャンネル            | PPV  |                             | アダルトチャンネル （20歳未満は視聴不可） |
| 393    | 961    | レインボーチャンネル              | PPV  |                             | アダルトチャンネル （20歳未満は視聴不可） |
| 391    | 962    | ミッドナイト・ブルー              | PPV  |                             | アダルトチャンネル （20歳未満は視聴不可） |
| 392    | 963    | パラダイステレビ                  | PPV  |                             | アダルトチャンネル （20歳未満は視聴不可） |
| 396    | 964    | チェリーボム                      | PPV  |                             | アダルトチャンネル （20歳未満は視聴不可） |

C-CAS方式では以上に加えて994chと995chも選局出来る（STBのEPGにも表示される）が、番組は放送されていない。

#### 過去に配信されていたチャンネル
チャンネルの番号や名称のみ変更の事例については省略する。
| アナログ | デジタル | 放送局                                           | 記号    | 備考                                                                 |
| -------- | -------- | ------------------------------------------------ | ------- | -------------------------------------------------------------------- |
| 16       | BS102    | NHK BS2                                          |         | 2011年3月31日をもって放送終了                                        |
|          | BS258    | Dlife                                            |         | 2020年3月31日をもって放送終了                                        |
|          | BS910    | ウェザーニュース                                 |         | 独立データ放送 2016年9月30日をもって放送終了                         |
|          | 4K203    | ザ・シネマ 4K                                    | ※       | [ 注 35 ] [ 19 ] [ 20 ]                                              |
|          | 502      | Channel 4K                                       |         | 4K試験放送、大阪市と尼崎市のみ 2014年6月2日から2016年3月31日まで放送 |
|          | 701      | Baycom701                                        | SD      | 2009年8月30日をもって放送終了                                        |
|          | 708      | ディノスチャンネル                               | 自主/SD | 2007年12月31日をもって放送終了                                       |
|          | 708      | ジャパネットチャンネルDX                         | 自主/SD | 2021年3月31日をもって放送終了                                        |
|          | 709      | 放送大学                                         | SD      | [ 注 11 ]                                                            |
| 38       | 714      | 第一興商スターカラオケ                           | 自主/SD | 2012年3月31日をもって放送終了                                        |
|          | 716      | MALL OF TV                                       |         | [ 注 38 ]                                                            |
|          | 523      | アクトオンTV◆大人の趣味とライフスタイル          |         | 2020年3月31日をもって放送終了                                        |
|          | 538      | FOXスポーツ&エンターテイメント                   |         | 2020年3月31日をもって放送終了                                        |
|          | 539      | FOXムービー                                      |         | 2021年1月31日をもって放送終了                                        |
|          | 540      | FOXクラシック                                    |         | 2018年9月30日をもって放送終了                                        |
| 50       | 760      | スター・チャンネル・スターチャンネル1            | SD/※    | [ 注 9 ]                                                             |
|          | 761      | スター・チャンネル プラス・スターチャンネル2     | SD/※    | [ 注 9 ]                                                             |
|          | 762      | スター・チャンネル クラシック・スターチャンネル3 | SD/※    | [ 注 9 ]                                                             |
|          | 591      | BBCワールドニュース                              |         | 2023年3月31日をもって放送終了 現『BBCニュース』                      |
| 19       |          | カルチャーチャンネル                             | SD      | [ 注 40 ]                                                            |
|          | 162・115 | パーフェクト・チョイス プレミア                  | SD/PPV  |                                                                      |
|          | 150      | パワープラッツ                                   | SD/PPV  | [ 注 41 ]                                                            |
|          | 162・171 | スカチャン162・171                               | SD/PPV  | 2009年3月31日をもって配信終了                                        |
|          | 161・176 | スカチャン161・176                               | SD/PPV  | 2011年6月29日をもって配信終了                                        |
|          | 954      | ピンクチェリー                                   | SD/PPV  | 2013年6月30日をもって配信終了                                        |
|          | 959      | パワープラッツ・ナイト                           | SD/PPV  | [ 注 41 ]                                                            |
|          | 960      | パーフェクト・チョイス110                        | SD/PPV  |                                                                      |
| 62       |          | チャンネル・ルビー                               | SD/※    | [ 注 33 ]                                                            |

### ラジオ局
| MHz  | MHz  | MHz  | MHz  | 放送局                 |
| 大阪 | 尼崎 | 西宮 | 伊丹 | 放送局                 |
| ---- | ---- | ---- | ---- | ---------------------- |
| 76.5 | 76.6 | 76.5 | 76.5 | FM COCOLO              |
|      | 78.0 | 78.0 | 86.5 | NHK-FM（神戸局）       |
| 80.9 | 79.2 | 79.2 | 88.1 | NHK-FM（大阪局）       |
| 84.4 | 80.2 | 80.2 | 80.2 | FM802                  |
| 81.7 | 82.5 | 82.5 | 89.9 | Kiss FM KOBE           |
| 84.4 | 83.4 | 83.4 | 89.4 | α-station              |
| 82.5 | 85.1 | 85.1 | 85.1 | FM OH!                 |
| 78.9 | 78.6 |      |      | Be Happy!789           |
|      |      | 78.7 |      | さくらFM               |
|      |      |      | 79.4 | ハッピーエフエムいたみ |

上記のほか、尼崎市の契約世帯に限りFMaiai（FMあまがさき）を81.9MHzで放送していたが、2023年3月31日の閉局と共に終了した。
また、2012年3月31日までは伊丹市の契約世帯に限り放送大学FMの放送も行われていた。

## ベイコムチャンネル
ベイコムチャンネル（Baycomチャンネル）は、Baycomにおけるコミュニティチャンネル（自主放送チャンネル）である。
大阪府向けと兵庫県向けの2種類があり、地域によりいずれか一方を視聴できる。かつてのアナログ放送向けのチャンネルについては、大阪市・尼崎市・伊丹市・西宮市向けの計4種類があった。デジタル放送のチャンネルは、アナログ放送よりも全エリア共通の番組が多い。
チャンネルは111 - 113ch（ベイコム11ch）と121 - 123ch（ベイコム12ch）の6つがあり、終日マルチ編成を実施している。メインチャンネルの111chと121chは主に自社制作番組など、他の4つのサブチャンネルはショップチャンネル（112・113ch）とQVC（122・123ch）の同時放送が中心である。また、2009年から2021年3月31日までは深夜帯を中心にジャパネットチャンネルDXの同時放送も行なっていた（チャンネル自体の閉局に伴い放送終了）。なお、アナログ放送のコミュニティチャンネルは1つのみで、ショップチャンネルとQVCは別途単独のチャンネルで放送されていた。
いずれかのチャンネルを選局した後に、受信機のリモコンの4色ボタンを用いて各チャンネルの行き来をすることができる。また、各チャンネルの選局時には画面上部にデータ放送の案内メッセージが表示されており、当社が属する阪急阪神東宝グループ傘下の阪神電車と阪急電車がメッセージの書かれた旗をなびかせながら走るという演出がなされている。
このほか、サービスエリア内に気象警報が発表されている際は、各チャンネルの選局時にデータ放送の防災情報に関するページが自動的に起動することがある。

### 沿革（ベイコムチャンネル）
- 2007年4月1日 - デジタル放送向けの『Baycomチャンネル』を111chで放送開始（関西のケーブルテレビ初）。
- 2008年9月1日 - サブチャンネルとして112・113chで『Baycomチャンネル2』・『Baycomチャンネル3』の放送とマルチ編成を開始。
- 2011年
  - 7月1日 - 111・112・113chのチャンネル名称を『ベイコム11ch』とし、ハイビジョン放送とデータ放送を開始。画面比率4:3の画角情報の設定がなくなる。
  - 8月1日 - 『ベイコム12ch』の放送開始（当初は121・123chのみ使用）。

### 主な放送番組
既に終了した番組も含む。
自社制作番組
- 週刊Bayニュース（情報番組）
- チームベイコム（情報番組）
- 伊丹だより（伊丹市の広報番組）
- フロムにしのみや（西宮市の広報番組）
- タイガースV特急（阪神タイガースの応援番組）
- オリックス・バファローズが好きやねん!（オリックス・バファローズの応援番組）
- ジモレキTV（阪神本線の駅周辺の歴史的名所を紹介する番組）
- 武庫川探検隊（武庫川を舞台としたドキュメンタリー番組）
- 福丸がゆく（桂福丸によるロケ番組）
- サンサンシネマNavi（塚口サンサン劇場で上映される映画を紹介する番組）
- 放課後ぶかつ部
- チョーダイナー
- プロ野球ファーム中継
  - 阪神タイガース二軍の主催試合を生中継（再放送も随時実施）。

- 全国高等学校野球選手権兵庫大会・大阪大会中継
  - サービスエリア内にある高校の出場試合を中心に録画中継。

- 河川カメラ映像
  - サービスエリア内にある主要な河川を映した無人カメラの生配信映像（画面比率4:3の標準画質、主に国土交通省近畿整備局の各河川事務所管理のもの）にBGMを付けて放送している。
  - 大阪府内の加入世帯向けには淀川・大和川・猪名川、兵庫県内の加入世帯向けには猪名川・武庫川などの映像を放送。詳細な撮影箇所はBaycomの公式サイトを参照。

JCOMや他のケーブルテレビ局などが制作した番組
- けーぶるにっぽん 彩・JAPAN
- 超イイネ! ユニバーサル・スタジオ・ジャパン
- What's up 宝塚
- 恋舞妓の京都慕情
- ぐるぐる中四国
- 中山秀征の有楽町で逢いまSHOW
- グラムール美容専門学校
- AHNdante（アンダンテ）
- お楽しみアワー（配信している多チャンネル放送の番組を単発で無料放送）